# Resolución 1250 del Consejo de Seguridad de las Naciones Unidas
La resolución 1250 del Consejo de Seguridad de las Naciones Unidas  fue aprobada el 29 de junio de 1999 después de reafirmar las resoluciones pasadas de la situación de Chipre. 
El Consejo de Seguridad se mostró preocupado por la disputa de Chipre . Subrayó su  apoyo a la misión de buenos oficios del Secretario General con el objetivo de reducir la tensión y promover avances hacia una solución . Tanto la República de Chipre como Chipre del Norte tenían preocupaciones que se iban a abordar en las negociaciones.
La resolución pidió al Secretario General que invitara a los dos dirigentes de las comunidades de Chipre a entablar negociaciones en otoño. Los dos dirigentes fueron instados a tener en cuenta los siguientes propósitos: 
a) ninguna condición previa;
b) todas las cuestiones que estén sobre la mesa;
(c) continuar negociando hasta llegar a un acuerdo;
d) consideración de las resoluciones y tratados de las Naciones Unidas.
También se les pidió que crearan un clima positivo en la isla en el período previo a las negociaciones en el otoño de 1999. Por último, se pidió al Secretario General que informara al Consejo, antes del 1º de diciembre de 1999, sobre los acontecimientos ocurridos en Chipre. La resolución 1251 adoptada el mismo día amplió el mandato de la Fuerza de las Naciones Unidas para el Mantenimiento de la Paz en Chipre .